# 紅岩公墓
紅岩公墓位於重慶市沙坪壩區紅岩村13號，文物遺址年代為1939-1946年，1983年12月1日列為重慶市第一批市級文物保護單位。2000年9月7日列為第一批重慶市文物保護單位。
該墓原在小龍坎復元寺（八路軍駐渝辦事處公墓），埋葬有黃文杰、周懋臣（周恩來父）、楊振德（鄧穎超母）、李少石、吳志堅、饒友瑚、郭於鳴、邊愛蓮、趙畹華、徐天寶、陳維戀、向先德、廖芩頑、鄧友理等十餘人。1958年，周恩來派童小鵬回重慶，取出遺骨火化，就近樹碑集體深葬。1961年7月13日公佈為四川省第二批歷史及革命文物保護單位，1962年3月12日因原墓址消失註銷，20世紀70年代襄渝鐵路工程引起的地貌變化，使該深葬處逐漸成為水田，所樹石碑淹沒。1983年重慶市人民政府將骨灰集體移往紅岩，建造紅岩公墓以安葬。